# Rousillon Rupes
Rousillon Rupes és un accident geogràfic de la superfície de Titània, satèl·lit natural del planeta Urà. Els barrancs s'anomenen rupes en llenguatge astrogeològic. El seu nom prové del Rosselló, una regió mencionada a la comèdia de William Shakespeare, Tot va bé si acaba bé, (All's well that ends well). Altres formacions del relleu de Titània també foren anomenades en honor de localitats mencionades a les obres de Shakespeare.

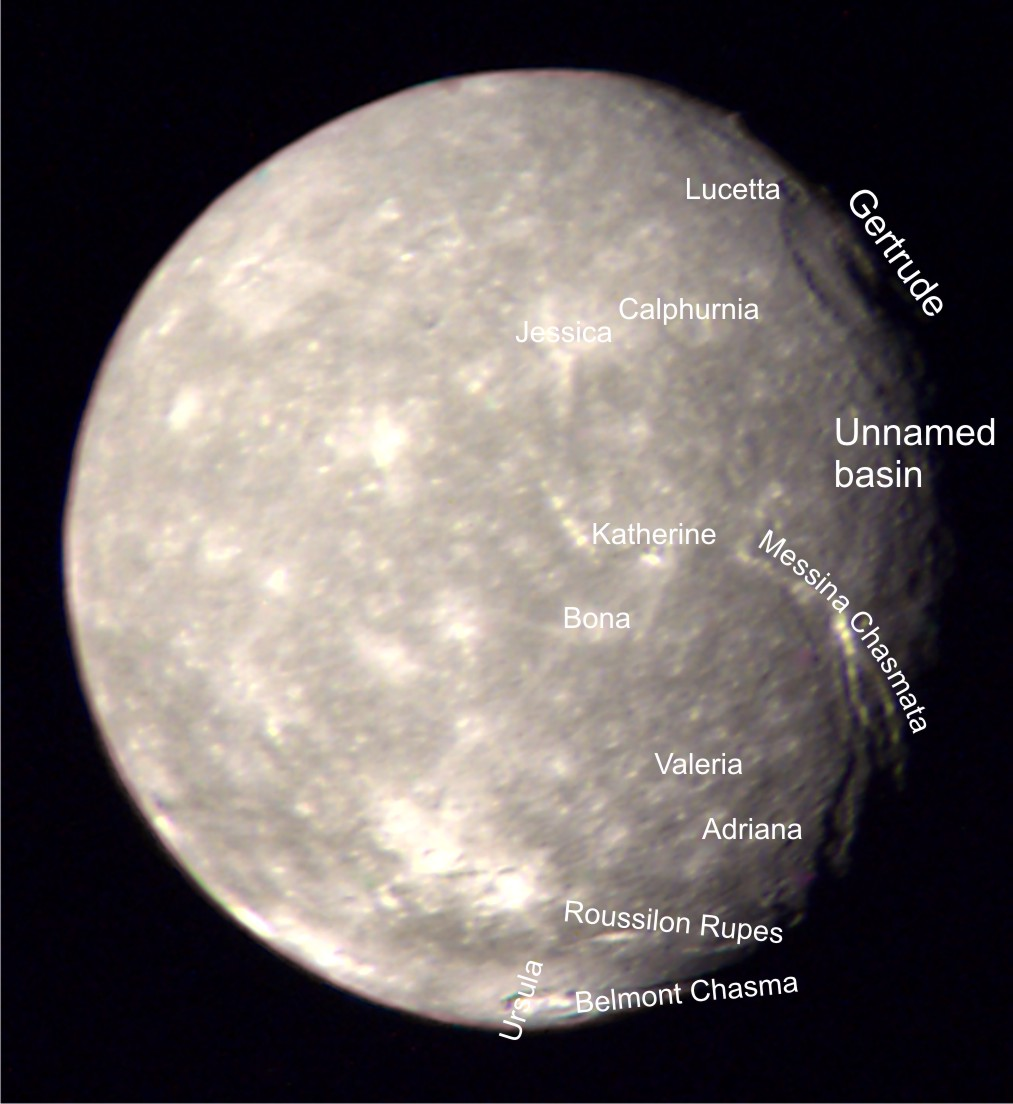
Imatge de Titània presa pel Voyager 2. Rousillon Rupes es troba a la part inferior, just a sobre del cràter Úrsula. Cliqueu la imatge per a agrandir-la.

Té 402 km de longitud i es tracta d'una falla normal situada prop de l'equador i que transcorre paral·lelament a ell. El barranc talla cràters d'impacte, cosa que probablement significa que fou format en una fase relativament tardana de l'evolució del satèl·lit, quan l'interior de Titània s'expandí i la seva capa superficial de gel s'esquerdà.
Rousillon Rupes només té un grapat de cràters superposats, cosa que també apunta a la seva formació relativament recent. El barranc fou fotografiat per primera vegada per la sonda espacial Voyager 2 el gener del 1986.